# Hikaru Hayashi
Hikaru Hayashi (jap. 林 光, Hayashi Hikaru; * 22. Oktober 1931 in Tokio; † 5. Januar 2012 ebenda) war ein japanischer Komponist, Pianist, Dirigent und Buchautor.

## Leben
Hayashi studierte an der Musikhochschule Tokio Kompositionslehre, beendete seine Studien jedoch nicht. Stattdessen studierte er später privat bei Hisatada Otaka und schuf viele klassische Kompositionen, vor allem Werke für Orchester. Bekannt wurde er vor allem durch seine Choralsuite Szenen aus Hiroshima (1958–2001).
Er erforschte ausgiebig die Möglichkeiten der japanischsprachigen Oper. Hayashi komponierte mehr als 30 Opern. Er war künstlerischer Leiter und darüber hinaus auch Hauskomponist des Operntheaters Konnyakuza. Sein Werk umfasst neben Symphonien auch Kammermusik und Chorwerke, Lieder und mehr als 100 Kompositionen für den Film. Häufig arbeitete er mit den Regisseuren Nagisa Ōshima und Kaneto Shindō zusammen. Hayashi komponierte für mehr als 90 Filme die Musik und war der Autor von mehr als 20 Büchern, einschließlich des Buches „Nihon opera no yume“ (日本オペラの夢, Der Traum der Japanischen Oper).
In Peking, Shanghai und anderen Städten in China wurde er im Jahre 1958 für seine Aufführungen des Ballets „Haku Mo Jo“ (Die weißhaarige Frau) gefeiert.
Im September 2011 erlitt Hayashi ein schweres Schädel-Hirn-Trauma, an dessen Folgen er am 5. Januar 2012 im Alter von 80 Jahren verstarb.
Hikaru Hayashi war Mitglied der Japanischen Gesellschaft für Neue Musik. Zusammen mit Yoshio Mamiya und Yūzō Toyama begründete er die Gruppe „Yagi No Kai“.
Hayashi war der Bruder der Flötistin Ririko Hayashi, für die er auch einige Kammermusikstücke schrieb.

## Auszeichnungen
- 1998: Suntory Music Award
- 1956: Otaka-Preis für „Variationen für Orchester“
- 1960: Preis der Moskauer Filmfestspiele für seine Filmmusik von „Hadaka No Shima“ (裸の島, „Die nackte Insel“)

## Ausgewählte Arbeiten

### Oper
- „Gauche the Cellist“ (セロ弾きのゴーシュ, Sero hajiki no gōshu) (1986); basierend auf dem Roman von Kenji Miyazawa
- „The Forest Is Alive“ (森は生きている, Mori wa ikite iru) (1991), nach dem Roman von Samuil Marshak – diese Oper hatte außergewöhnlichen Erfolg mit zwei kompletten Aufnahmen und regelmäßigen Wiederaufführungen
- „Metamorphosis“ (変身 セールスマンKの憂鬱) (1996); basierend auf Die Verwandlung von Franz Kafka
- „I Am a Cat“ (吾輩は猫である) (1998); basierend auf dem Roman von Sōseki Natsume
- Three Sisters (三人姉妹) (2001); basierend auf dem Theaterstück von Anton Tschechow
- „Revenge of the Dog“ (イヌの仇討ち あるいは吉良の決断) (2002); basierend auf dem Roman von Hisashi Inoue
- „Last Adventure of Don Quixote“ (花のラ・マンチャ騎士道 あるいはドン・キホーテ最後の冒険) (2004); basierend auf dem Roman von Miguel de Cervantes
- „Romeo und Julia“ (瓦礫のなかのロミオ＆ジュリエット) (2006); basierend auf dem Stück von William Shakespeare

### Orchesterwerke
- Symphonie in G (1953)
- Variationen für Orchester (1955)
- Festive Overture (祝典序曲) (1976)
- Symphonie No. 2 „Canciones“ (1983)
- Fukinukeru Natsukaze no Matsuri (吹き抜ける夏風の祭) (1985); aufgenommen 1988 DENON, The Contemporary Music of Japan, COCO-70960, Kyoto Symphony Orchestra, Dirigent: Koizumi Kazuhiro.
- Symphonische Skizzen (シンフォニック・スケッチ) (1988–1992)
- Symphonie No. 3 „At Noon, the August Sun...“ (1990)

### Konzertwerke
- Guitar Concerto (ギター協奏曲＜北の帆船＞)
- Viola Concerto „Elegia“ (悲歌) für Viola und Streichorchester (1995)
- Xylophone Concerto (木琴協奏曲＜夏の雲はしる＞) (2007)

### Kammermusik
- Rhapsody für Violine und Piano (1965)
- Sonate für Flöte and Piano (1967)
- Winter on 72nd St. (７２丁目の冬) for violin and piano (1968)
- Streichquartett „Legende“ (レゲンデ) (1989)
- Vines (蔓枝) für Solovioline (1999)
- Viola Sonata „Process“ (プロセス) für Violine und Piano (2002)

### Werke für Piano
- Thema und Variationen (主題と変奏) (1946)
- Rondo in G-Dur (ロンド ト長調) (1950)
- Tanz Suite (舞踏組曲) für 2 Pianos (1954)
- Sonate [No. 1] (1965)
- Sonatina (1966)
- Das Tagebuch des Dr. Pamir (パミール博士の日記) für vierhändiges Piano (1977)
- Bevat: Tuk-kui-gwa (徳利小) (1979)
- Blanqui (ブランキ) für vierhändiges Piano (1979)
- Der Zoo (動物園) (1979)
- Attā-wanku-wantū (あったーわんくわとぅー) (1980)
- Garasa (がらさ) (1980)
- Modottekita hizuke (もどってきた日付) (1980)
- Sangitsu (さんぎつ) (1980)
- Sonate No. 2 „About Trees“ (木々について) (1981)
- Tīchi dīru jinjin (てぃーちでぃーる・じんじん) (1981)
- Mimichiri bōji (耳打り坊主) (1982)
- Warszawianka Variations (ワルシャヴィアンカ変奏曲) (1982)
- 48 Songs für Piano (ピアノのための４８のうた) (1983)
- Harlequin (アルレッキーノ) für 2 Pianos (1984)
- Shima-kodomo-uta II (Nursery Songs from Southern Islands II; 島こども歌２) (1984)
- Tori-tachi no hachigatsu (鳥たちの八月) für 2 Pianos achthändig (1984)
- Chameleon (カメレオン) für vierhändiges Piano (1986)
- Tale (ものがたり) (1986)
- Jikoku wo nozoku Arurekkīno (地獄を覗くアルレッキーノ) für 2 Pianos (1987)
- Sonate No. 3 „New Angel“ (「新しい天使」) (1987)
- Postlude (静岡東高校校歌によるパラフレーズ), Paraphrase on the Shizuoka East High School Hymn (1992)
- Sōkō no mori (前奏曲「草稿の森」, Forest of Drafts) (1993)
- 四都 für 2 Pianos (2000)
- Khanbaliq (カムバリク) für 2 Pianos (2004)
- Tanz Suite für 2 Pianos (2004)
- 3 Intermezzos (三つの間奏曲) (2006).

## Filmmusik
- Voice Without a Shadow (影なき声) (1958)
- Hadaka No Shima (裸の島) (1960) – Die nackte Insel
- Brave Records of the Sanada Clan (真田風雲録) (1963)
- Onibaba (鬼婆, dt. „Onibaba – Die Töterinnen“) (1964)
- Muri Shinjū: Nihon no Natsu (無理心中日本の夏) (1967) – Die Nacht des Mörders
- Kōshikei (絞死刑) (1968) – Tod durch Erhängen
- Yabu no naka no Kuroneko (藪の中の黒猫) (1968)
- Shōnen (少年) (1969) – Der Junge
- Mōjū (盲獣, Mōjū) (1969) – Die blinde Bestie
- Gunki hatameku motoni (軍旗はためく下に) (1972) – Unter dem Banner der aufgehenden Sonne
- A Last Note (午後の遺言状) (1995)